# Tortopus bellus
Tortopus bellus är en dagsländeart som beskrevs av Lugo-ortiz och Mccafferty 1996. Tortopus bellus ingår i släktet Tortopus och familjen Polymitarcyidae. Inga underarter finns listade i Catalogue of Life.